# Messel
Messel é um município da Alemanha, no distrito de Darmstadt-Dieburg, no estado de Hesse.
O sítio fossilífero de Messel fica na área deste município.